# Mary E. Pearson

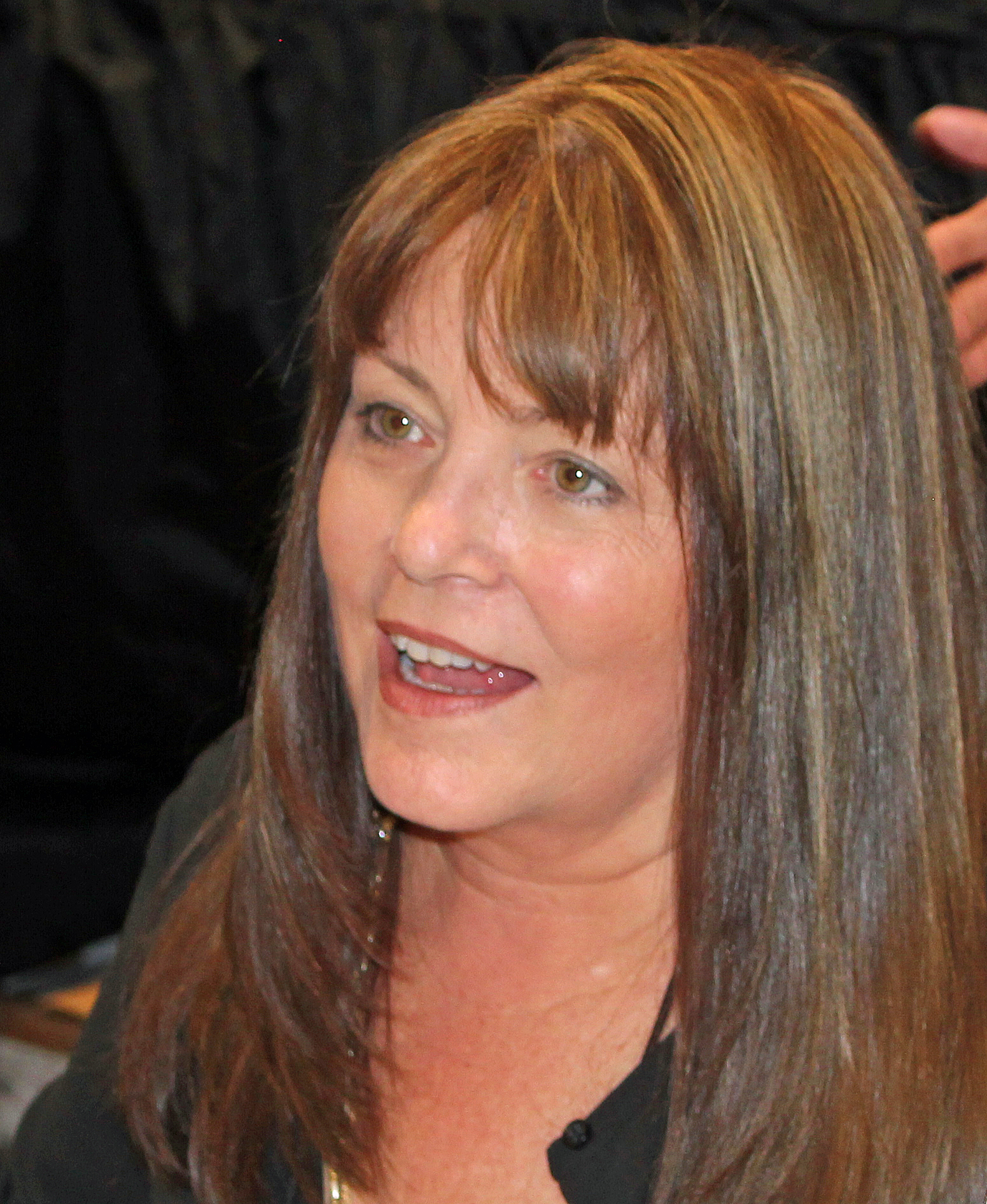
Mary E. Pearson (2014)

Mary E. Pearson (* 14. August 1955 in Südkalifornien) ist eine US-amerikanische Jugendbuchautorin.

## Leben
Nach ihrem Studium an der University of San Diego unterrichtete sie einige Jahre an einer Schule. Pearson ist verheiratet und hat zwei Töchter.
Insgesamt hat sie bisher 20 Bücher geschrieben und wurde mit dem Buch ZweiundDieselbe für den Deutschen Jugendliteraturpreis nominiert.

## Werke

### Die Chronik der Verbliebenen
- The Kiss of Deception. Henry Holt, New York 2014, ISBN 978-0-8050-9923-2.
  - Der Kuss der Lüge. Aus dem Amerikanischen von Barbara Imgrund. one, Köln 2017, ISBN 978-3-8466-0036-8.
- The Heart of Betrayal. Henry Holt, New York 2015, ISBN 978-0-8050-9924-9.
  - Das Herz des Verräters. Aus dem Amerikanischen von Barbara Imgrund. one, Köln 2017, ISBN 978-3-8466-0042-9.
- The Beauty of Darkness. Henry Holt, New York 2016, ISBN 978-0-8050-9925-6
  - Die Gabe der Auserwählten. Aus dem Amerikanischen von Barbara Imgrund. one, Köln 2017, ISBN 978-3-8466-0052-8.
  - Der Glanz der Dunkelheit. Aus dem Amerikanischen von Barbara Imgrund. one, Köln 2018, ISBN 978-3-8466-0060-3. (in zwei Teilen erschienen)

### Die Chroniken der Hoffnung
- Dance of Thieves. Henry Holt, New York 2018, ISBN 978-1-250-15901-4.
  - Der Klang der Täuschung. Aus dem Amerikanischen von Ulrike Raimer-Nolte. one, Köln 2019, ISBN 978-3-8466-0077-1.
- Vow of Thieves. Henry Holt, New York 2019, ISBN 978-1-250-16265-6.
  - Der Ruf der Rache. Aus dem Amerikanischen von Michael Krug. one, Köln 2019, ISBN 978-3-8466-0095-5.

### Jenna Fox Chronicles
- The Adoration of Jenna Fox. Henry Holt, New York 2008, ISBN 978-0-8050-7668-4.
  - ZweiundDieselbe.  Aus dem Amerikanischen von Gerald Jung und Katharina Orgaß. S. Fischer, Frankfurt, M. 2009, ISBN 978-3-596-85337-3.
- The Fox Inheritance. Henry Holt, New York 2011, ISBN  978-0-8050-8829-8.
- Fox Forever. Henry Holt and Company, New York 2013, ISBN 978-0-8050-9434-3.

### Einzelromane
- David v. god. Harcourt, San Diego 2000, ISBN 0-15-202058-6.
  - Unterbrich mich nicht, Gott. Aus dem Amerikanischen von Mechtild Testroet, Ravensburger Buchverlag, Ravensburg 2002, ISBN 3-473-58177-1.
- Scribbler of Dreams. Harcourt, San Diego 2001, ISBN 0-15-202320-8.
  - Nur du allein. Aus dem Amerikanischen von Yvonne Hergane. Ravensburger Buchverlag, Ravensburg 2005, ISBN 3-473-58334-0.
- A Room on Lorelei Street. Henry Holt, New York 2005, ISBN 0-8050-7667-0.
- The miles between. Henry Holt, New York 2009, ISBN 978-0-8050-8828-1.
  - Ein Tag ohne Zufall. Aus dem Amerikanischen von Gerald Jung und Katharina Orgaß. S. Fischer Verlag, Frankfurt am Main 2011, ISBN 978-3-596-85407-3.
  - NieundEwig. Aus dem Amerikanischen von Maren Illinger. S. Fischer Verlag, Frankfurt am Main 2012, ISBN 978-3-596-85475-2.
- verschiedene Kinderbücher